# Académie tchèque des arts de la scène
L'Académie tchèque des arts de la scène (en tchèque : Akademie múzických umění ou AMU) est un établissement d'enseignement supérieur public tchèque de musique, d'audiovisuel et d'art dramatique. Elle est située au Palais Liechtenstein, à Prague.

## Histoire
Fondée en 1945 sous l'impulsion de nombreux artistes tchèques renommés comme la première école supérieure d'art en Tchécoslovaquie, l'Académie est rapidement devenue une école très prestigieuse.
Elle accueille aujourd'hui les départements Composition, Direction, Danse et Métier d'acteur anciennement rattachés à ce dernier.

## Enseignants célèbres
- Karel Pravoslav Sádlo, violoncelliste, doyen de la faculté de musique.
- Ladislav Zelenka, violoncelliste du Quatuor tchèque.
- Jiří Novák, violoniste du Quatuor Smetana.
- Zuzana Růžičková, claveciniste.
- Jaroslav Tůma, organiste.
- Bedřich Antonín Wiedermann, organiste.

## Enseignement
L'Académie est aujourd'hui divisée en trois départements constituant chacun une école autonome :
- Faculté de théâtre (DAMU)
- École de cinéma thèque (Académie du film de Prague, FAMU)
- Faculté de musique et de danse (HAMU)